# Culture Dong Son

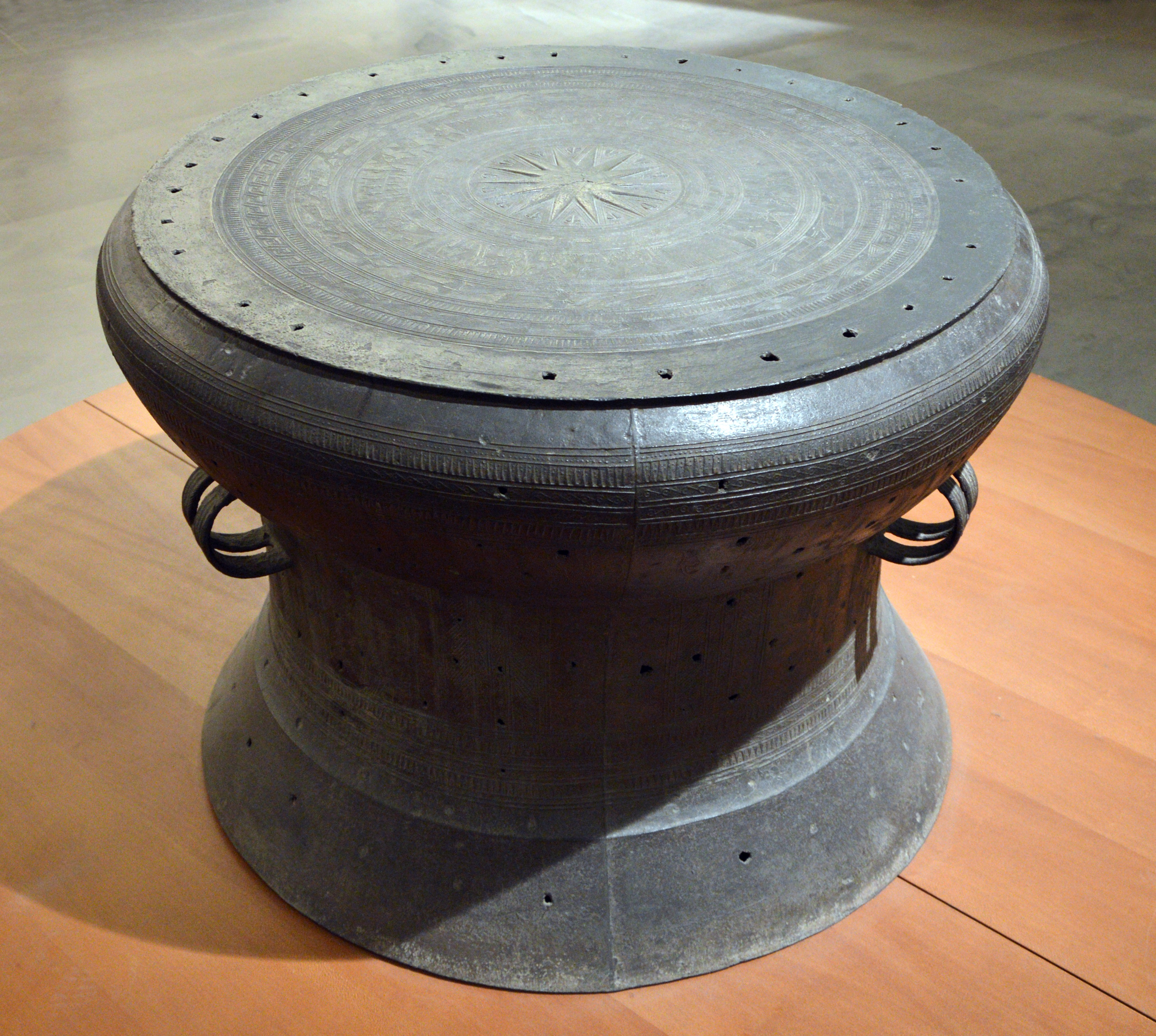
Tambour en provenance de Sông Đà, Vietnam, culture Dong Son II, milieu du Musée Guimet.

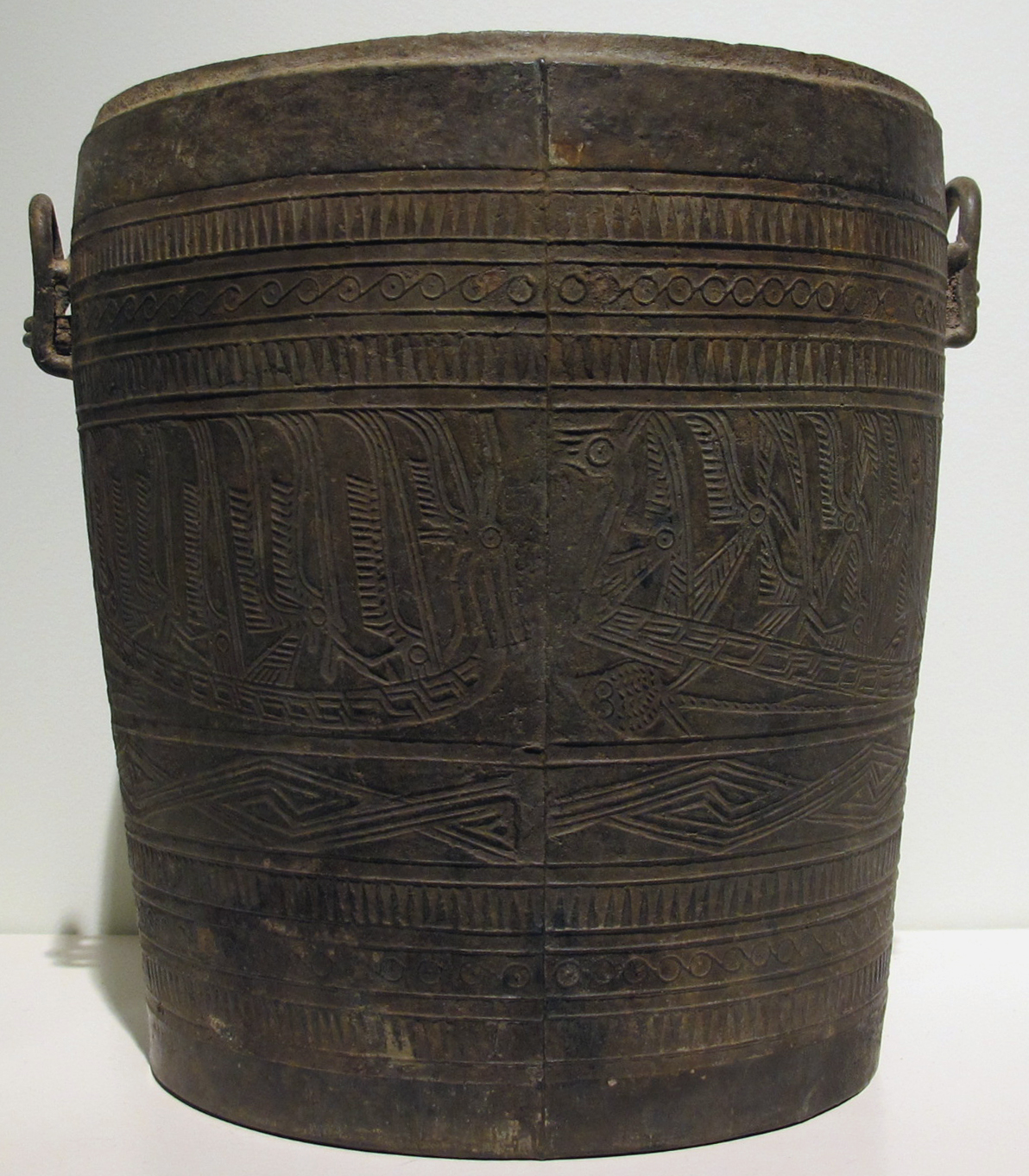
Situle, seau. Culture Dong Son II-III, VIe- Musée Guimet.

Dong Son, ou civilisation đôngsơnienne, correspond à une culture de la proto-histoire de la péninsule indochinoise, nommée d'après le village de Đông Sơn, dans la ville de Thanh Hóa, au Viêt Nam où l'on en a découvert les vestiges. L’École française d'Extrême-Orient de Hanoï a mené dès 1924 une série de fouilles de la nécropole du site de Dông Son. Ce site montre que la culture du bronze est arrivée en Indochine depuis le nord, probablement au début du Ier millénaire av. J.-C., date des vestiges les plus anciens. Đông Sơn n'était pas uniquement une culture du bronze. Les populations travaillaient également le fer en plus du bronze. Mais les objets de bronze, en particulier ses fameux tambours de bronze rituels, sont d'un travail remarquable. Cette culture est présente dans le delta du fleuve Rouge au Nord du Viêt Nam.
Les đôngsơniens ont également laissé d'importants monuments de pierre à fonction religieuse, comparables à ceux que l'on trouve en Polynésie. 
Riziculteurs, les đôngsơniens ont transformé le delta du Fleuve Rouge en une grande région productrice de riz. La culture Đông Sơn est considérée comme la base de la civilisation de cette région. On en trouve des vestiges datant d'une époque aussi récente que le XVIe siècle. Toutefois, l'essentiel de cette culture disparaît avec la conquête de la région par les Chinois au IIe siècle av. J.-C.
Les đôngsơniens avaient des échanges avec d'autres peuples d'Asie du Sud-Est. L'influence de leur art s'étend sur une région qui couvre, outre l'actuel Viêt Nam, le Laos, le Cambodge et jusqu'à l'Indonésie. Elle se traduit par une grande diversité d'objets rituels en bronze, souvent décorés de motifs humains ou animaux, parmi lesquels des tambours rituels et des haches. Ces objets sont moulés par la méthode de la cire perdue dans laquelle le métal fondu remplace le modèle initial modelé dans la cire, puis enveloppé de terre, après quoi elle est cuite. La cire s'échappant par des évents, la terre cuite devient le moule et les évents servent à y verser le bronze, qui est ensuite retouché. Les tambours de bronze prouvent des liens étroits avec les voisins du Nord, car leur usage est réparti sur les anciens territoires du royaume de Dian et ceux de la culture Dong Son.
Le plus grand tambour de bronze de toute l'Asie (diamètre 1,60 mètre, hauteur 1,86 mètre) est la Lune de Pejeng retrouvée dans l'île indonésienne de Bali. Dans la petite île d'Alor, dans la province des petites îles de la Sonde orientales, on trouve des milliers de tambours de bronze appelés mokos, dont l'origine reste encore mystérieuse.
Les haches de bronze cérémonielles présentent des motifs de bateau que l'on retrouve dans les tissages de Bornéo et Sumatra en Indonésie. La spirale est un autre motif décoratif fréquent de Đông Sơn. La civilisation đôngsơnienne est aussi caractérisée par des poignards votifs en bronze à manche anthropomorphe.

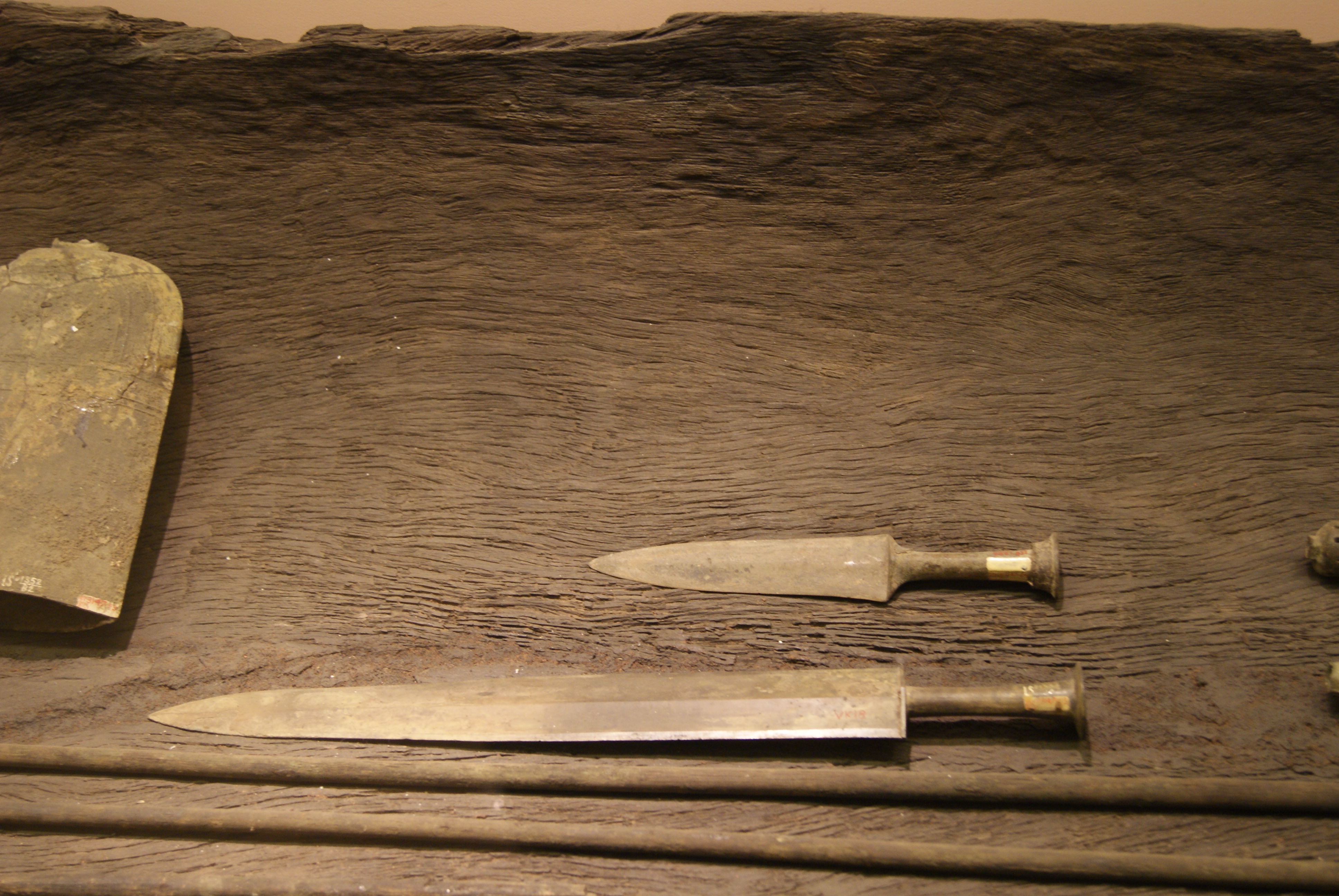
Armes Dong Son. Musée national d'Histoire du Vietnam (MNH).
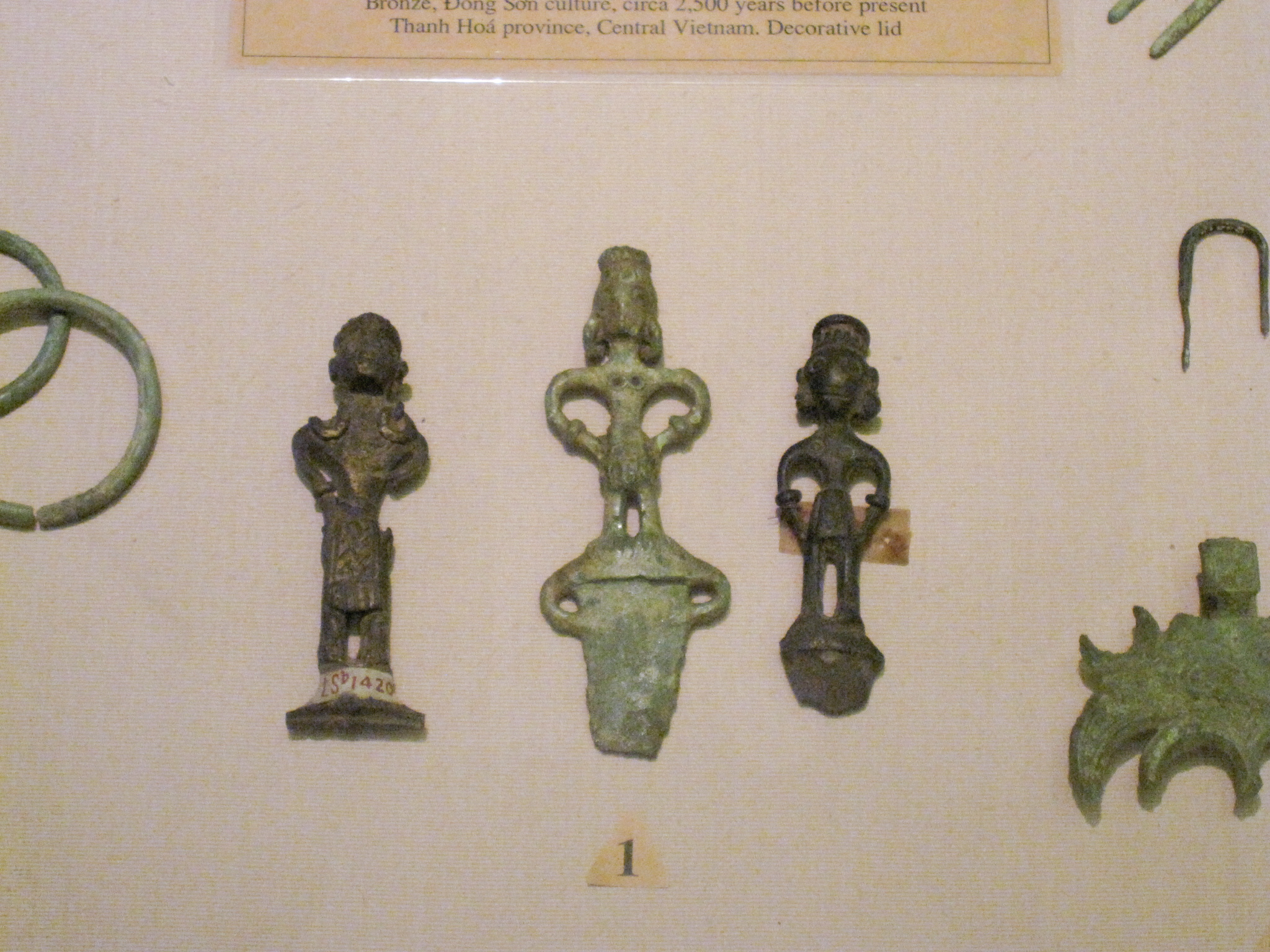
Poignées de petites dagues à figurines humaines. Culture Dong Son. MNH.
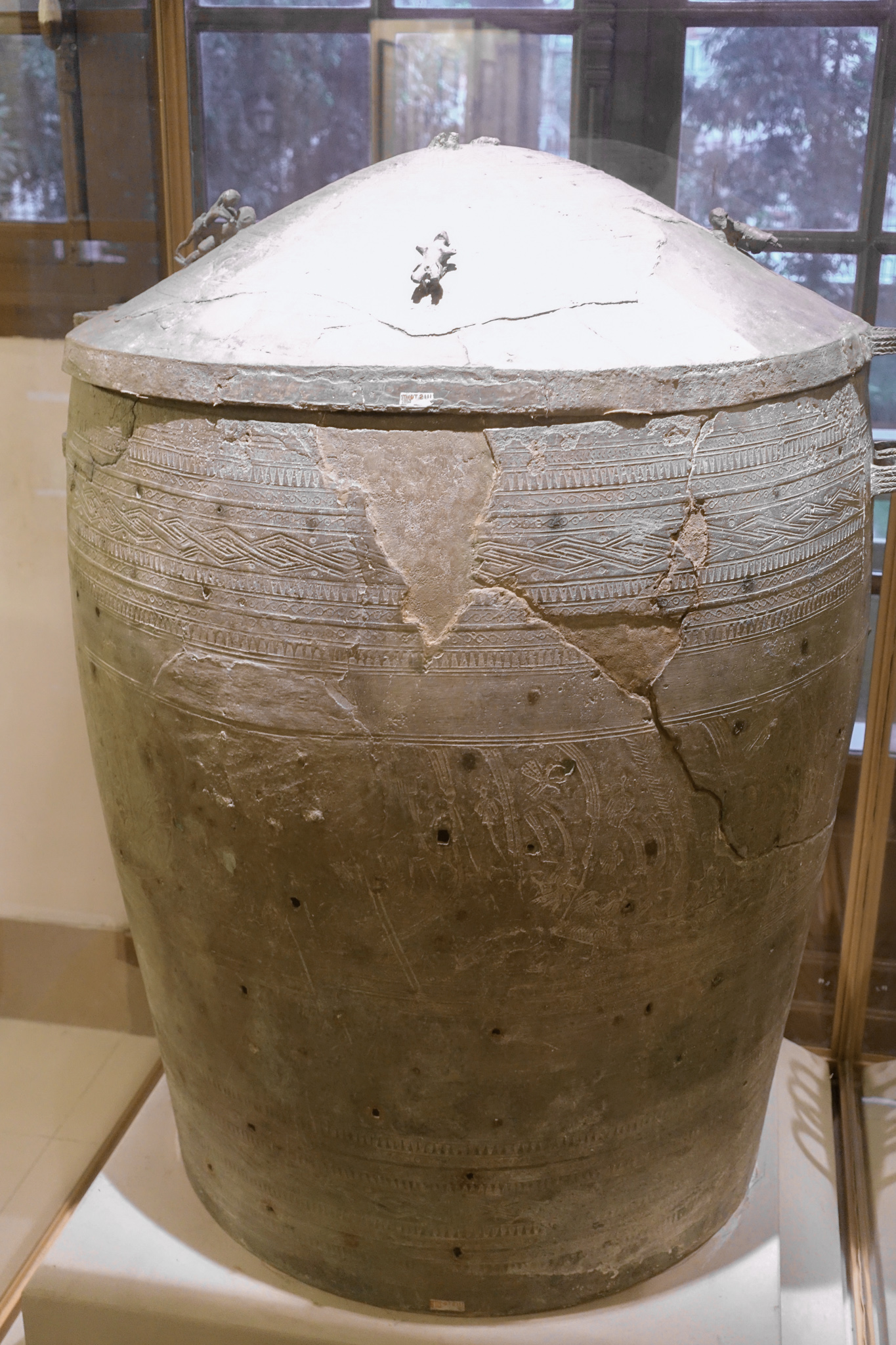
Vase Dao Thinh avec des caractéristiques typiques de la culture Dong Son. MNH.
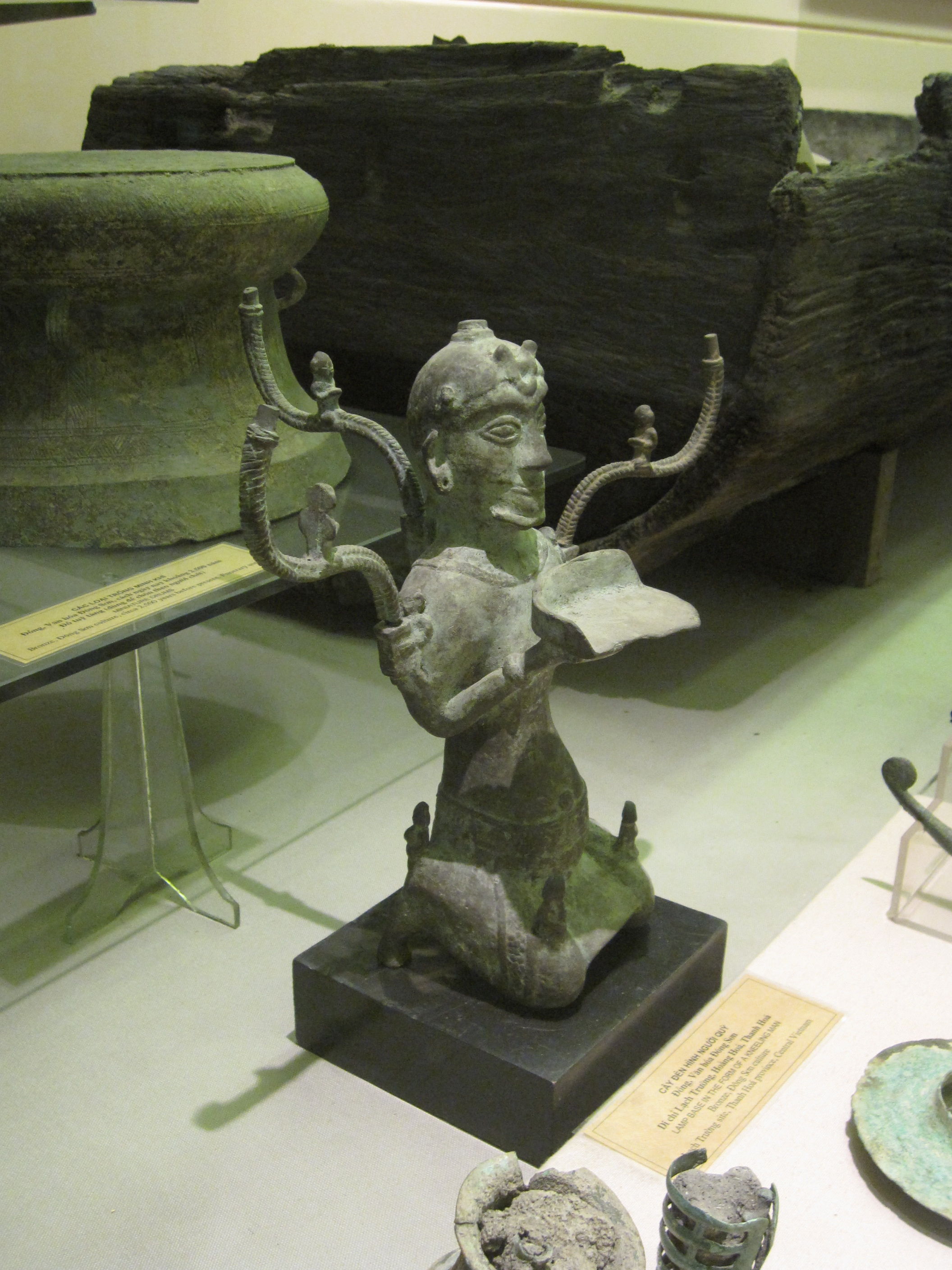
Pied de lampe en forme d'homme agenouillé. Bronze, Đông Sơn. MNH.